# Município Camacupa
Município Camacupa är en kommun i Angola.   Den ligger i provinsen Bié, i den centrala delen av landet, 600 km sydost om huvudstaden Luanda.
I omgivningarna runt Município Camacupa växer huvudsakligen savannskog. Runt Município Camacupa är det ganska glesbefolkat, med 23 invånare per kvadratkilometer.